# Saab 96
Saab 96 — легковий автомобіль компактного класу, що виготовлявся шведською компанією Saab в 1960-1980 роках.

## Опис

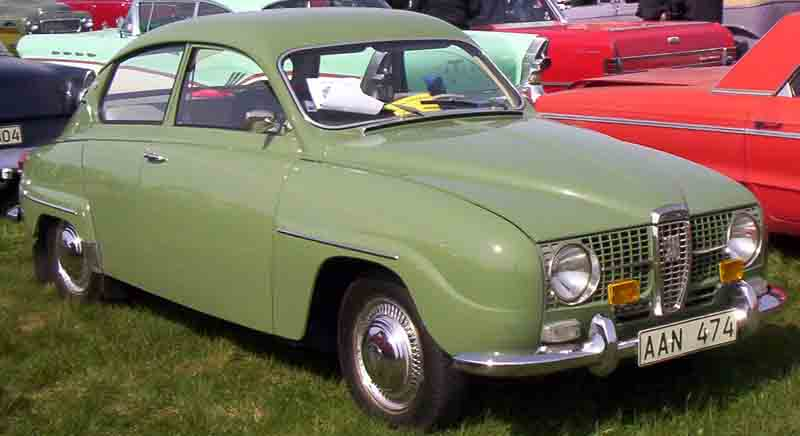
SAAB 96 1965

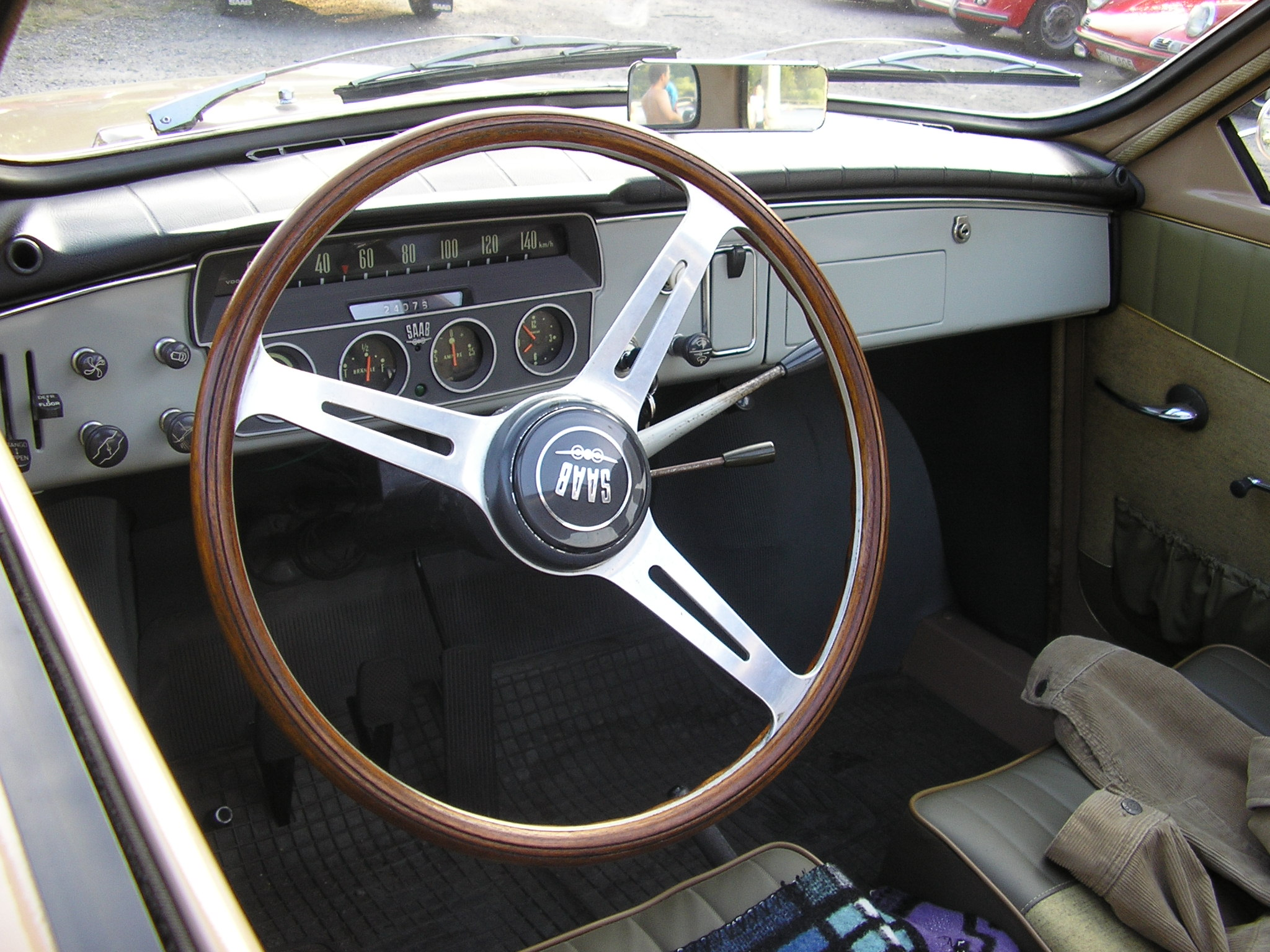

Вперше автомобіль був представлений у Стокгольмі 17 лютого 1960 року. Насправді автомобіль був модифікованою версією моделі 93. Спочатку автомобіль планували називати 93с, але кількість змін порівняно з моделлю 93 була настільки великою, що транспортний засіб став окремою моделлю. Передня частина кузова була майже однаковою з моделлю 93f, але задня частина була зовсім іншою. Бічні задні вікна змінили форму, порівняно невелике заднє скло було замінено на велике панорамне. Задні крила були адаптовані до більших, більш помітних задніх ліхтарів.
Приводом досі був двотактний трициліндровий бензиновий двигун потужністю до 841 см3 та потужністю 38 к.с. Новиною стала 4-ступінчаста механічна коробка передач.
В кінці 1964 року передня частина кузова була змінена, включивши широку решітку капота двигуна. Круглі фари вбудовані в решітку. Задня частина кузова не змінилася. Виробництво моделі 96 з двотактним двигуном закінчилося в 1967 році.
Всього було вироблено 547 211 одиниць.

### Saab 96 V4

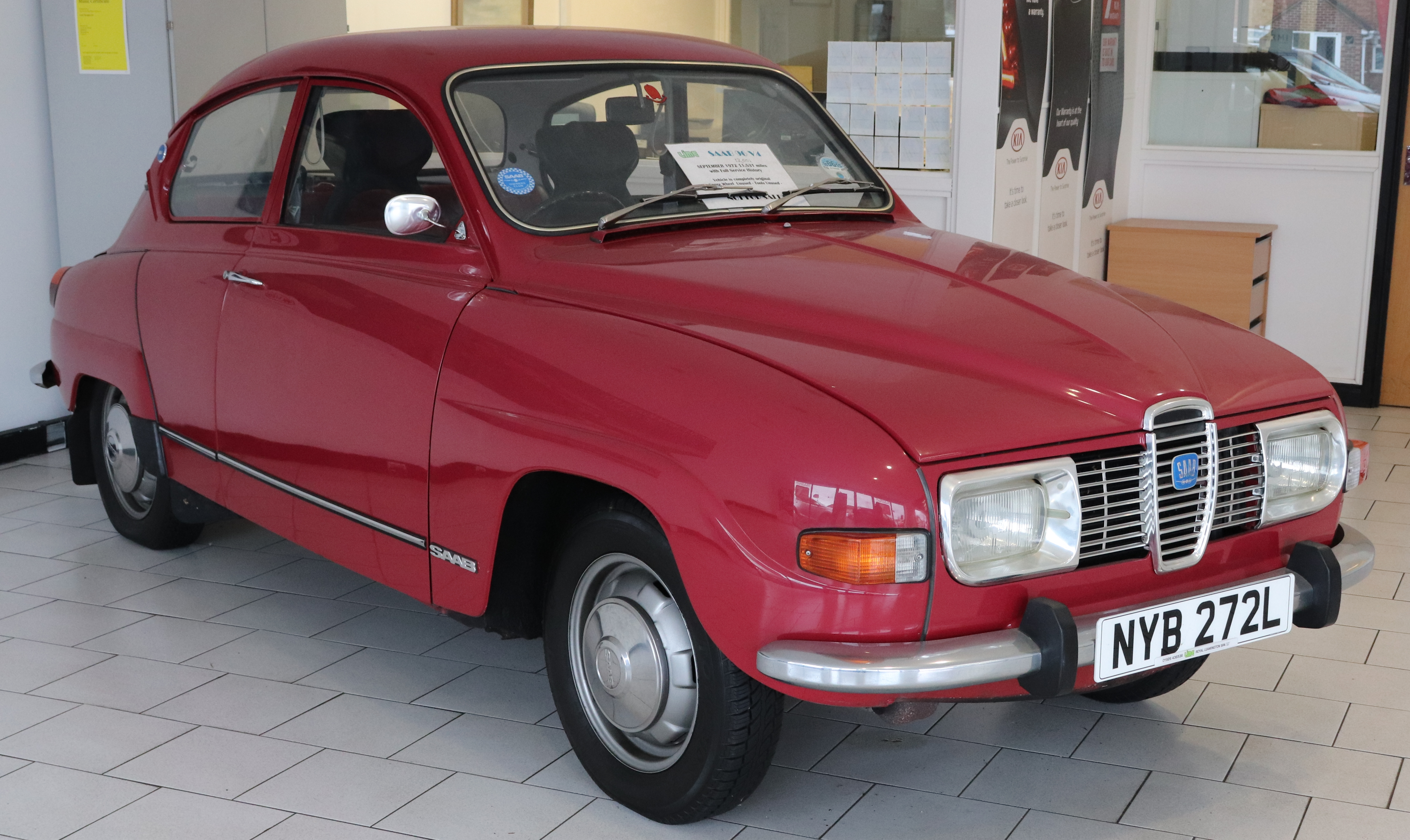
Saab 96 V4 1.5 1972

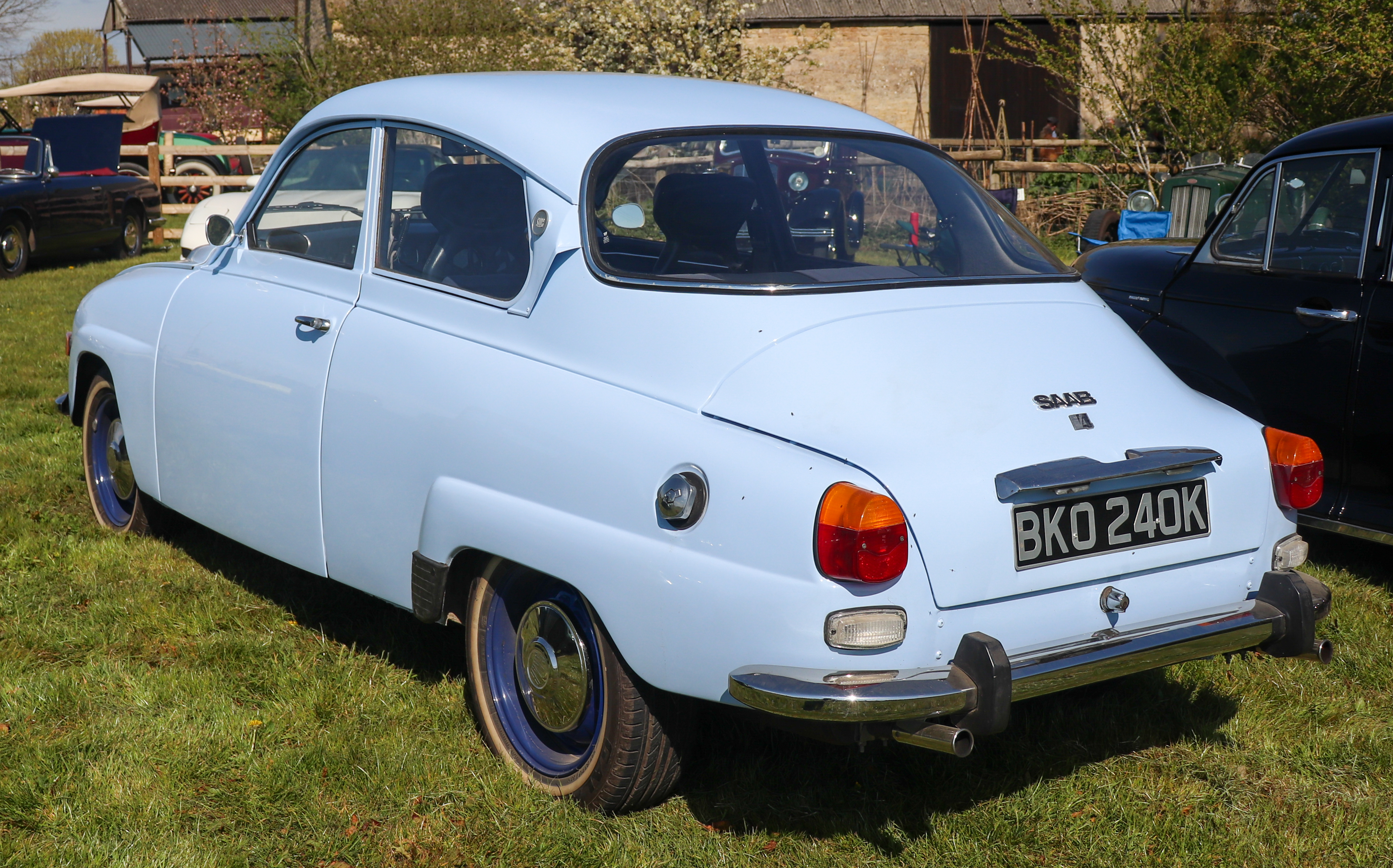

Для 1967 року був підготовлений абсолютно новий двигун, який фактично являв собою V-чотиритактний, чотирициліндровий бензиновий двигун потужністю 1498 см3 та потужністю 65 к.с., придбаний за ліцензією Ford Motor Company. від моделі Ford Taunus. У 1971 році на американському ринку двигун було замінено на агрегат більшої потужності - 1699 см3 та 70 к.с.
У 1969 році передній фартух знову змінили, цього разу трохи змінивши круглі фари на довгасті, овальні та перемістивши передні поворотники з-під фар на бампери. У 1970 році приладова панель, годинник та кермове колесо були перероблені, а в 1972 році бампери були заповнені гумою, і вперше в історії були застосовані обігрівані сидіння. У 1974 році стиль передньої решітки було змінено, але він зберіг попередню форму. Також в минулому році Saab 96 пропонували у США.
У 1977 році автомобіль був обладнаний сидіннями від моделі 99. Останні зміни відбулися в 1978 році, коли передні індикатори були знову змінені, зробивши їх подібними до відомих у Saab 99, задні ліхтарі були збільшені та додано спойлер.
Saab 96 була моделлю Saab з найдовшим виробництвом. Його виробництво закінчилося в 1980 році, після цього було вироблено загалом 547 211. За 11 років компанія Valmet Automotive виробила 65 877 одиниць.